# INS Sindhughosh
L'INS Sindhughosh (pennant number : S55) est le navire de tête de la classe Sindhughosh de sous-marins diesel-électriques de la marine indienne.
Le sous-marin a été mis en service le 30 avril 1986 à Riga, en Lettonie, sous le commandement du commander K. C. Varghese.

## Conception
Le sous-marin est alimenté au gazole et dispose d’un total de six moteurs. L’INS Sindhughosh a été le premier sous-marin de la marine indienne à être équipé des missiles de croisière antinavires  SS-N-27 Club ZM-54E d’une portée de 220 kilomètres (140 milles). Le sous-marin a un déplacement de près de 3 100 tonnes lorsqu’il est immergé, une profondeur de plongée maximale de 300 mètres, une vitesse allant jusqu’à 17 nœuds (31 km/h) et il est capable d’opérer en totale autonomie pendant 45 jours avec un équipage de 52 personnes.

## Historique

### Collision avec un navire étranger (2008)
L’INS Sindhughosh est entré en collision avec un navire marchand étranger, le MV Leeds Castle, alors qu’il tentait de faire surface en mer au nord de Bombay le 7 janvier 2008. Le sous-marin participait à des jeux de guerre au niveau de la flotte lorsque l’accident s’est produit. Le bateau aurait subi de légers dommages à la zone du kiosque. Les responsables de la marine ont déclaré que le sous-marin était submergé et que ses radars étaient éteints et son périscope éteint lorsqu’il a percuté le navire marchand au large de l’île indienne de Diu, à 400 milles marins (740 km) de Bombay. Le bateau maintenait apparemment un silence radio et radar total pour échapper à la détection, lorsque l’accident a eu lieu. Il a également été signalé que le sonar USHUS développé localement a mal fonctionné et a joué un rôle direct dans l’accident. Un officier de la marine, sous couvert d’anonymat, a déclaré que le MV Leeds Castle se trouvait dans des eaux restreintes et que dans cette zone, la profondeur de l’océan n’est pas grande et donc la raison de l’accident. D’autres responsables de la marine ont exprimé leur surprise de voir comment, en haute mer, le sous-marin ne naviguait qu’à une profondeur de 10 à 20 pieds (6,1 m). Le sous-marin a depuis été remorqué jusqu’à un chantier naval à Mumbai et une commission d'enquête a reçu l’ordre d’enquêter sur l’accident. L’équipage de l’INS Sindhughosh s’est échappé miraculeusement car l’accident a été causé au niveau de la surface. Les rapports de dommages structurels sont une source de préoccupation. Normalement, le sous-marin a deux coques. Mais tout dommage à la structure signifie vérifier l’ensemble de l’examen de l’ensemble de la structure. Même si une barre d’acier présente une faiblesse, le sous-marin sera confronté à des conditions défavorables à 250 mètres (820 pieds) sous le niveau de la mer.

### Dommages causés par le feu (2013)
Le 14 août 2013, le Sindhughosh a subi des dommages mineurs dans un incendie qui a provoqué des explosions et le naufrage de l’INS Sindhurakshak, alors qu’il se trouvait à quai à Mumbai. La marine n’a publié aucun détail sur l’étendue des dommages sur le Sindhughosh.

### Echouement (2014)
Le 17 janvier 2014, l’INS Sindhughosh s’est échoué en raison de la marée basse, alors qu’il retournait à l’arsenal naval de Mumbai.